# Vombisidris regina
Vombisidris regina é uma espécie de formiga do gênero Vombisidris, pertencente à subfamília Myrmicinae.